# Angelo Ruffini
Angelo Ruffini (ur. 17 lipca 1864 w Arquata del Tronto, zm. 7 września 1929 w Baragazzy) – włoski lekarz, histolog i embriolog. 

## Życiorys
Związany z uniwersytetami w Bolonii i Sienie. Jako pierwszy opisał proprioreceptory, znane dziś jako ciałka Ruffiniego.